# Swing (arte circense)
El swing es una técnica circense que combina danza y expresión corporal con diferentes objetos. Puede realizarse en forma grupal o individual. La relación con los elementos consiste en realizar movimientos circulares con el sostén y vaivén de los mismos, sostenidos en las manos; también se añaden lanzamientos, al igual que en el baile posee cambios de planos. Puede combinarse con anti-spinning y manipulación. Al hacer swing se estimula la percepción del espacio y el sonido.
Como en toda disciplina, hay distintas formas de concebir la práctica del swing. La misma puede ser abordada:
- desde una mirada principalmente técnica, enfocando en el perfeccionamiento de cada movimiento/elemento
- desde una mirada escénica, poniendo énfasis en aspectos tales como sincronización música-movimiento, vestimenta, escenografía, uso del espacio, etc.
- también puede abordarse desde un aspecto más lúdico y de desarrollo personal, vinculando intenciones emocionales con el uso del elemento y el espacio o comunicando un sentido explícito hacia afuera (público/espectador/intérprete/coparticipante).

Sin duda pueden abordarse uno o más de estos aspectos en forma íntegra, involucrando varios de estas formas de práctica y realización. Dentro de las artes circenses, el swing ha sido poco desarrollado como una disciplina específica, resultado de ello hay pocos espacios de aprendizaje y formación profesional. Generalmente se le considera una sub-disciplina dentro del malabarismo.

## Objetos

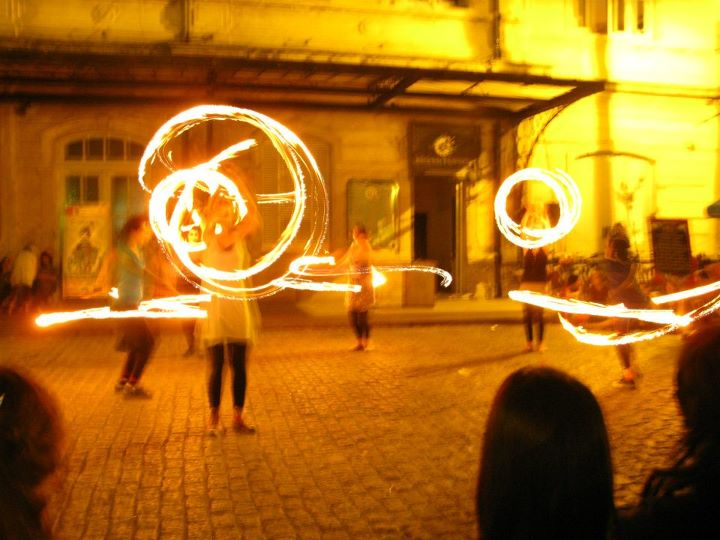
Swing con antorchas-fuego.

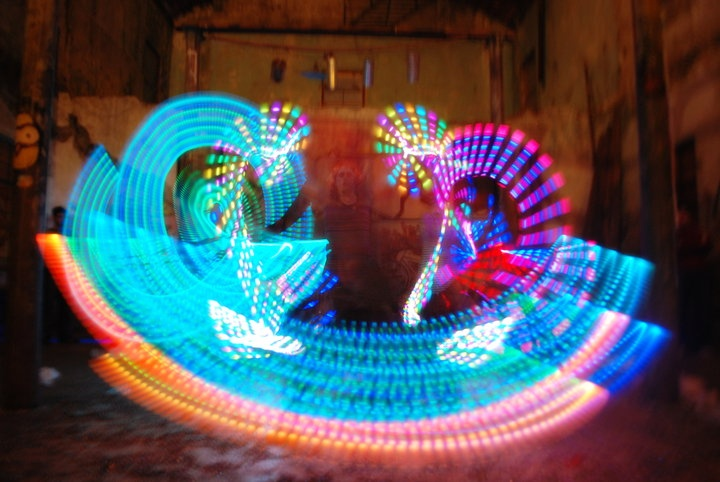
Swing con luces.

Hay distintos elementos que pueden ser utilizados:
- Cintas
- Banderas
- Clavas
- Pois

### Con fuego
- Antorchas
- Cadenas
- aros

### Con luces
- Clavas
- Antorchas
- Pois